# WTA-toernooi van Dubai
Het WTA-toernooi van Dubai is een jaarlijks terugkerend tennistoernooi voor vrouwen dat wordt georganiseerd in Dubai (Verenigde Arabische Emiraten). Het vrouwentoernooi is onderdeel van het tennistoernooi van Dubai. De officiële naam van het toernooi is Duty Free Tennis Championships. De eerste editie van het vrouwentoernooi was in 2001.
De WTA organiseert het toernooi dat in de jaren 2009–2011 in de categorie Premier Five viel en in de jaren 2012–2014 in de categorie Premier. Het wordt gespeeld op hardcourt-buitenbanen.
Het toernooi viel in de jaren 2014–2020 om het andere jaar in de categorie "Premier" (even jaren) en in de categorie "Premier Five" (oneven jaren), omgekeerd aan het WTA-toernooi van Doha dat nu juist in de even jaren de categorie "Premier Five" kreeg toebedeeld.
Met ingang van 2021 wordt de categorie "Premier" aangeduid met "WTA 500" – de categorie "Premier Five" is vervangen door "WTA 1000". De jaarlijkse categorie-afwisseling met Doha ging overigens ongewijzigd voort tot en met 2023. Sinds 2024 wordt aan beide toernooien de categorie WTA 1000 toebedeeld.
Een week na de vrouwen komen ook de mannen in actie in Dubai, op het ATP-toernooi van Dubai. In 2005 was de volgorde andersom: eerst de mannen, dan de vrouwen.
Het gecombineerde vrouwen/mannen-toernooi wordt in februari/begin maart georganiseerd onder het beschermheerschap van sjeik Mohammed bin Rasjid Al Maktoem, vicepresident en eerste minister van de Verenigde Arabische Emiraten.

## Officiële toernooinamen
| 2001–2007  | Duty Free Women's Open              |
| 2008–2010  | Barclays Dubai Tennis Championships |
| 2011–heden | Duty Free Tennis Championships      |

## Meervoudig winnaressen enkelspel
| speelster                | aantal titels | in de jaren            |
| ------------------------ | ------------- | ---------------------- |
| Justine Henin(-Hardenne) | 4             | 2003, 2004, 2006, 2007 |
| Venus Williams           | 3             | 2009, 2010, 2014       |
| Elina Svitolina          | 2             | 2017, 2018             |
| Simona Halep             | 2             | 2015, 2020             |

## Finales

### Enkelspel
| Datum      | Naam                          | Cat.      | ($)       | Ondergrond        | Winnares               | Verliezend finaliste  | Uitslag       |         |
| ---------- | ----------------------------- | --------- | --------- | ----------------- | ---------------------- | --------------------- | ------------- | ------- |
| 2001-02-19 | Duty Free Women's Open        | Tier II   | 565.000   | hardcourt, buiten | Martina Hingis         | Nathalie Tauziat      | 6-4, 6-4      | details |
| 2002-02-18 | Duty Free Women's Open        | Tier II   | 585.000   | hardcourt, buiten | Amélie Mauresmo        | Sandrine Testud       | 6-4, 7-6      | details |
| 2003-02-17 | Duty Free Women's Open        | Tier II   | 585.000   | hardcourt, buiten | Justine Henin-Hardenne | Monica Seles          | 4-6, 7-6, 7-5 | details |
| 2004-02-23 | Dubai Tennis Championships    | Tier II   | 585.000   | hardcourt, buiten | Justine Henin-Hardenne | S Koeznetsova         | 7-6, 6-3      | details |
| 2005-02-28 | Duty Free Women's Open        | Tier II   | 1.000.000 | hardcourt, buiten | Lindsay Davenport      | Jelena Janković       | 6-4, 3-6, 6-4 | details |
| 2006-02-20 | Duty Free Women's Open        | Tier II   | 1.000.000 | hardcourt, buiten | Justine Henin-Hardenne | Maria Sjarapova       | 7-5, 6-2      | details |
| 2007-02-19 | Duty Free Women's Open        | Tier II   | 1.500.000 | hardcourt, buiten | Justine Henin          | Amélie Mauresmo       | 6-4, 7-5      | details |
| 2008-02-25 | Barclays Dubai Tennis Champ's | Tier II   | 1.500.000 | hardcourt, buiten | Jelena Dementjeva      | S Koeznetsova         | 4-6, 6-3, 6-2 | details |
| 2009-02-16 | Barclays Dubai Tennis Champ's | Premier 5 | 2.000.000 | hardcourt, buiten | Venus Williams         | Virginie Razzano      | 6-4, 6-2      | details |
| 2010-02-15 | Barclays Dubai Tennis Champ's | Premier 5 | 2.000.000 | hardcourt, buiten | Venus Williams         | Viktoryja Azarenka    | 6-3, 7-5      | details |
| 2011-02-14 | Duty Free Tennis Champ's      | Premier 5 | 2.050.000 | hardcourt, buiten | Caroline Wozniacki     | S Koeznetsova         | 6-1, 6-3      | details |
| 2012-02-20 | Duty Free Tennis Champ's      | Premier   | 2.000.000 | hardcourt, buiten | Agnieszka Radwańska    | Julia Görges          | 7-5, 6-4      | details |
| 2013-02-18 | Duty Free Tennis Champ's      | Premier   | 2.000.000 | hardcourt, buiten | Petra Kvitová          | Sara Errani           | 6-2, 1-6, 6-1 | details |
| 2014-02-17 | Duty Free Tennis Champ's      | Premier   | 2.000.000 | hardcourt, buiten | Venus Williams         | Alizé Cornet          | 6-3, 6-0      | details |
| 2015-02-15 | Duty Free Tennis Champ's      | Premier 5 | 2.513.000 | hardcourt, buiten | Simona Halep           | Karolína Plíšková     | 6-4, 7-6      | details |
| 2016-02-15 | Duty Free Tennis Champ's      | Premier   | 2.000.000 | hardcourt, buiten | Sara Errani            | Barbora Strýcová      | 6-0, 6-2      | details |
| 2017-02-20 | Duty Free Tennis Champ's      | Premier 5 | 2.666.000 | hardcourt, buiten | Elina Svitolina        | Caroline Wozniacki    | 6-4, 6-2      | details |
| 2018-02-19 | Duty Free Tennis Champ's      | Premier   | 2.623.485 | hardcourt, buiten | Elina Svitolina        | Darja Kasatkina       | 6-4, 6-0      | details |
| 2019-02-17 | Duty Free Tennis Champ's      | Premier 5 | 2.828.000 | hardcourt, buiten | Belinda Bencic         | Petra Kvitová         | 6-3, 1-6, 6-2 | details |
| 2020-02-17 | Duty Free Tennis Champ's      | Premier   | 2.908.770 | hardcourt, buiten | Simona Halep           | Jelena Rybakina       | 3-6, 6-3, 7-6 | details |
| 2021-03-07 | Duty Free Tennis Champ's      | WTA 1000  | 1.835.490 | hardcourt, buiten | Garbiñe Muguruza       | Barbora Krejčíková    | 7-6, 6-3      | details |
| 2022-02-14 | Duty Free Tennis Champ's      | WTA 500   | 703.580   | hardcourt, buiten | Jeļena Ostapenko       | Veronika Koedermetova | 6-0, 6-4      | details |
| 2023-02-19 | Duty Free Tennis Champ's      | WTA 1000  | 2.788.468 | hardcourt, buiten | Barbora Krejčíková     | Iga Świątek           | 6-4, 6-2      | details |
| 2024-02-18 | Duty Free Tennis Champ's      | WTA 1000  | 3.211.715 | hardcourt, buiten | Jasmine Paolini        | Anna Kalinskaja       | 4-6, 7-5, 7-5 | details |
| 2025-02-16 | Duty Free Tennis Champ's      | WTA 1000  | 3.654.963 | hardcourt, buiten | Mirra Andrejeva        | Clara Tauson          | 7-6, 6-1      | details |

### Dubbelspel
| Datum      | Naam                          | Cat.      | ($)       | Ondergrond        | Winnaressen                               | Verliezend finalistes                 | Uitslag          |         |
| ---------- | ----------------------------- | --------- | --------- | ----------------- | ----------------------------------------- | ------------------------------------- | ---------------- | ------- |
| 2001-02-19 | Duty Free Women's Open        | Tier II   | 565.000   | hardcourt, buiten | Yayuk Basuki Caroline Vis                 | Åsa Carlsson Karina Habšudová         | 6-0, 4-6, 6-2    | details |
| 2002-02-18 | Duty Free Women's Open        | Tier II   | 585.000   | hardcourt, buiten | Barbara Rittner María Vento-Kabchi        | Sandrine Testud Roberta Vinci         | 6-3, 6-2         | details |
| 2003-02-17 | Duty Free Women's Open        | Tier II   | 585.000   | hardcourt, buiten | S Koeznetsova M Navrátilová               | Cara Black Jelena Lichovtseva         | 6-3, 7-6         | details |
| 2004-02-23 | Dubai Tennis Championships    | Tier II   | 585.000   | hardcourt, buiten | Janette Husárová Conchita Martínez        | S Koeznetsova Jelena Lichovtseva      | 6-0, 1-6, 6-3    | details |
| 2005-02-28 | Duty Free Women's Open        | Tier II   | 1.000.000 | hardcourt, buiten | V Ruano Pascual Paola Suárez              | S Koeznetsova Alicia Molik            | 6-7, 6-2, 6-1    | details |
| 2006-02-20 | Duty Free Women's Open        | Tier II   | 1.000.000 | hardcourt, buiten | Květa Peschke Francesca Schiavone         | S Koeznetsova Nadja Petrova           | 3-6, 7-6, 6-3    | details |
| 2007-02-19 | Duty Free Women's Open        | Tier II   | 1.500.000 | hardcourt, buiten | Cara Black Liezel Huber                   | S Koeznetsova Alicia Molik            | 7-6, 6-4         | details |
| 2008-02-25 | Barclays Dubai Tennis Champ's | Tier II   | 1.500.000 | hardcourt, buiten | Cara Black Liezel Huber                   | Yan Zi Zheng Jie                      | 7-5, 6-2         | details |
| 2009-02-16 | Barclays Dubai Tennis Champ's | Premier 5 | 2.000.000 | hardcourt, buiten | Cara Black Liezel Huber                   | Maria Kirilenko Agn Radwańska         | 6-3, 6-3         | details |
| 2010-02-15 | Barclays Dubai Tennis Champ's | Premier 5 | 2.000.000 | hardcourt, buiten | N Llagostera Vives MJ Martínez Sánchez    | Květa Peschke Katarina Srebotnik      | 7-6, 6-4         | details |
| 2011-02-14 | Duty Free Tennis Champ's      | Premier 5 | 2.050.000 | hardcourt, buiten | Liezel Huber MJ Martínez Sánchez          | Květa Peschke Katarina Srebotnik      | 7-6, 6-3         | details |
| 2012-02-20 | Duty Free Tennis Champ's      | Premier   | 2.000.000 | hardcourt, buiten | Liezel Huber Lisa Raymond                 | Sania Mirza Jelena Vesnina            | 6-2, 6-1         | details |
| 2013-02-18 | Duty Free Tennis Champ's      | Premier   | 2.000.000 | hardcourt, buiten | Bethanie Mattek-Sands Sania Mirza         | Nadja Petrova Katarina Srebotnik      | 6-4, 2-6, [10-7] | details |
| 2014-02-17 | Duty Free Tennis Champ's      | Premier   | 2.000.000 | hardcourt, buiten | Alla Koedrjavtseva Anastasia Rodionova    | Raquel Kops-Jones Abigail Spears      | 6-2, 5-7, [10-8] | details |
| 2015-02-15 | Duty Free Tennis Champ's      | Premier 5 | 2.513.000 | hardcourt, buiten | Tímea Babos Kristina Mladenovic           | Garbiñe Muguruza Carla Suárez Navarro | 6-3, 6-2         | details |
| 2016-02-15 | Duty Free Tennis Champ's      | Premier   | 2.000.000 | hardcourt, buiten | Chuang Chia-jung Darija Jurak             | Caroline Garcia Kristina Mladenovic   | 6-4, 6-4         | details |
| 2017-02-20 | Duty Free Tennis Champ's      | Premier 5 | 2.666.000 | hardcourt, buiten | Jekaterina Makarova Jelena Vesnina        | Andrea Hlaváčková Peng Shuai          | 6-2, 4-6, [10-7] | details |
| 2018-02-19 | Duty Free Tennis Champ's      | Premier   | 2.623.485 | hardcourt, buiten | Chan Hao-ching Yang Zhaoxuan              | Hsieh Su-wei Peng Shuai               | 4-6, 6-2, [10-6] | details |
| 2019-02-17 | Duty Free Tennis Champ's      | Premier 5 | 2.828.000 | hardcourt, buiten | Hsieh Su-wei Barbora Strýcová             | Lucie Hradecká Jekaterina Makarova    | 6-4, 6-4         | details |
| 2020-02-17 | Duty Free Tennis Champ's      | Premier   | 2.908.770 | hardcourt, buiten | Hsieh Su-wei Barbora Strýcová             | Barbora Krejčíková Zheng Saisai       | 7-5, 3-6, [10-5] | details |
| 2021-03-07 | Duty Free Tennis Champ's      | WTA 1000  | 1.835.490 | hardcourt, buiten | Alexa Guarachi Darija Jurak               | Xu Yifan Yang Zhaoxuan                | 6-0, 6-3         | details |
| 2022-02-14 | Duty Free Tennis Champ's      | WTA 500   | 703.580   | hardcourt, buiten | Veronika Koedermetova Elise Mertens       | Ljoedmyla Kitsjenok Jeļena Ostapenko  | 6-1, 6-3         | details |
| 2023-02-19 | Duty Free Tennis Champ's      | WTA 1000  | 2.788.468 | hardcourt, buiten | Veronika Koedermetova Ljoedmila Samsonova | Chan Hao-ching Latisha Chan           | 6-4, 6-7, [10-1] | details |
| 2024-02-18 | Duty Free Tennis Champ's      | WTA 1000  | 3.211.715 | hardcourt, buiten | Storm Hunter Kateřina Siniaková           | N Melichar-Martinez Ellen Perez       | 6-4, 6-2         | details |
| 2025-02-16 | Duty Free Tennis Champ's      | WTA 1000  | 3.654.963 | hardcourt, buiten | Kateřina Siniaková Taylor Townsend        | Hsieh Su-wei Jeļena Ostapenko         | 7-6, 6-4         | details |